# 国鉄3030形蒸気機関車
国鉄3030形蒸気機関車（こくてつ3030がたじょうききかんしゃ）は、かつて日本国有鉄道の前身である鉄道院・鉄道省に在籍したタンク式蒸気機関車である。

## 概要
アメリカ合衆国のボールドウィン・ロコモティブ・ワークスから輸入された、車軸配置2-6-2 (1C1) 、2気筒単式の飽和式タンク機関車である。3300形や3250形とは寸法がやや小さい程度の同系車で、メーカー規格では10-24 1/4Dである。本項では、鉄道院で3030形とされた5両の他、私鉄によって発注された同形機並びにこれを模倣した国産機についても記述する。
元は、奈良鉄道が1894年（明治27年）に開業用に5両（製造番号13899 - 13903。1 - 5）を導入したもので、1905年（明治38年）の関西鉄道への営業譲渡による編入を経て、1907年（明治40年）に国有化された。本形式は、関西鉄道では93形「春日」 (93 - 97) と称し、国有化後、1909年（明治42年）に制定された、鉄道院の車両形式称号規程では3030形 (3030 - 3034) と改められた。
国有化後は、大阪、姫路、岡山、広島などに分散して配置され、入換用に使用された。

### 主要諸元
3030 - 3034の諸元を示す。
- 全長 : 9,754mm
- 全高 : 3,607mm
- 軌間 : 1,067mm
- 車軸配置 : 2-6-2 (1C1)
- 動輪直径 : 1,219mm
- 弁装置 : スチーブンソン式アメリカ型
- シリンダー（直径×行程） : 381mm×508mm
- ボイラー圧力 : 9.8kg/cm2
- 火格子面積 : 1.49m2
- 全伝熱面積 : 65.7m2
  - 煙管蒸発伝熱面積 : 59.0m2
  - 火室蒸発伝熱面積 : 6.7m2
- ボイラー水容量 : 2.7m3
- 小煙管（直径×長サ×数） : 44.5×2,778mm×152本
- 機関車運転整備重量 : 36.76t
- 機関車空車重量 : 30.97t
- 機関車動輪上重量（運転整備時） : 27.79t
- 機関車動輪軸重（最大・第3動輪上） : 9.89t
- 水タンク容量 : 3.31m3
- 燃料積載量 : 1.02t
- 機関車性能
  - シリンダ引張力 : 5,040kg
- ブレーキ装置：手ブレーキ、蒸気ブレーキ

## 譲渡
本形式は、1919年（大正8年）に廃車された3両が民間に払下げられた。その状況は次のとおりである。建設部に所属した3031は、秋田を手始めに八高線や小海線の建設に使用され、1947年（昭和22年）に廃車された。また、払下げられなかった3030は、1926年（大正15年）に廃車解体となっている。
- 3032 → 秋田鉄道6・12 → 国有鉄道3032（1934年国有化） → 1943年廃車
- 3033 → 横荘鉄道3（3形） → 1951年廃車
- 3034 → 秩父鉄道6（2代目。G形） → 武蔵野鉄道7（1922年譲受） → 1937年廃車

## 地方鉄道の同系車
本形式は、鉄道国有法によって一地域のものに限定されることとなった私鉄にとって、好適な機関車となった。これらは、大正時代になって導入されたものであるが、第3動輪と従輪の軸距が2インチ (50.8mm) 短縮され、動輪と従輪の直径がそれぞれ3フィート8インチ (1118mm) 、2フィート (660mm) とやや小さくされた程度の差しかない。1914年（大正3年）の富士身延鉄道を皮切りに、1924年（大正13年）までに間に6社へ16両が導入された。また、川崎造船所や日本車輌製造でも模倣機が製造されている。その状況は次のとおりである。

### 富士身延鉄道
富士身延鉄道へは、4次にわたって7両が導入された。その状況は次のとおりである。
- 1914年（1両。製造番号41474） : 4（4形） → 10（10形）
- 1916年（2両。製造番号45244, 45245） : 12, 13
- 1917年（2両。製造番号46765, 46766） : 14, 11
- 1920年（2両。製造番号53830, 53831） : 15, 16

富士身延鉄道は1938年（昭和13年）に国有鉄道が借り上げ営業するようになり、この7両の蒸気機関車もその時点で全車が健在であったが、1941年（昭和16年）正式買収までの間にすべて処分され、国有鉄道籍となったものはなかった。
廃車は、貸し渡し直後の1938年5月から始まり、12, 14は同年5月、11, 15が11月に除籍されている。このうち12, 14は、ブローカーの手を通じて東北パルプに払下げられ、12は石巻工場、14は秋田工場の専用線で使用された。11, 15についてもブローカーの手に渡ったが、それ以後の消息は定かでない。
残りの10, 13, 16については、1939年（昭和14年）5月に老朽廃車された。そのうち状態が一番良かった13は、陸軍に売却され、1m軌間に改造のうえ中国に送られ、正太線、同浦線で使用されたようである。

### 青梅鉄道
青梅鉄道へは、1917年に2両（製造番号46767, 46820）が納入されている。これらは同社の5, 6となったが、1923年（大正12年）の電化によって不要となり、5は王子製紙落合工場（樺太）へ、6は五日市鉄道へ譲渡された。五日市鉄道に移った6は、1940年（昭和15年）の南武鉄道への合併の後、1944年（昭和19年）に戦時買収され、3035形 (3035) となった。国有化後は、しばらくの間仮番号132が付されていたが、ほとんど使用されることなく1949年（昭和24年）に廃車解体された。

### 常総鉄道
常総鉄道へは、1920年に3両（製造番号53696, 53697, 53701）が導入された。同社ではA5形とされ、番号は2代目の1, 7, 8とされた。後に形式は2代目のA1形となり、7, 8も廃車による欠番を埋めて2代目の2, 3となった。
常総鉄道では、気動車が増備されるまで客貨両用に運用され、鬼怒川の砂利線でも主力を務めた。1, 2の2両が1953年（昭和28年）に廃車され、1956年（昭和31年）には、残った3が茨城交通（湊線）に譲渡され、3代目の3として入籍した。同機は入線時点からまったくの予備車であり、ディーゼル機関車の増備とともに1963年（昭和38年）12月に廃車となった。

### 芸備鉄道

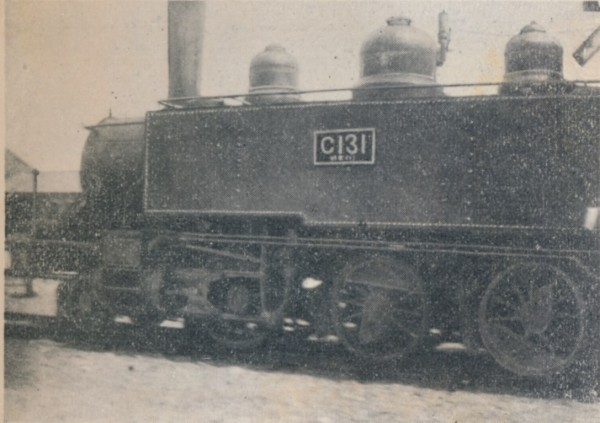
C13 1。1933年、鷹取工場にて杵屋栄二撮影。

芸備鉄道へは、1921年（大正10年）に1両（製造番号54259）が、ボールドウィン社から納入され、同社のE形 (7) となった。その後、芸備鉄道は1923年に川崎造船所製の2両（F形。8, 9）、1925年（大正14年）に日本車輌製造製の2両（G形。10, 11）計4両の模倣機を購入している。
このグループは弁装置が原型機と異なり、7はジョイ式標準形、国産の4両はワルシャート式であった。
これらのうち、7, 8, 9は1933年（昭和8年）の第1次買収によって国有鉄道籍に編入されたが、一時的にC13形を称した後、2920形 (2920 - 2922) に改称された。10, 11についても1937年（昭和12年）の第2次買収によって国有化され、同じく2920形（2923, 2924）に編入されている。
国有化後は、芸備鉄道の後身である国有鉄道芸備線で使用されたが、四国の牟岐線に転用された。これらは1938年に陸軍の要請により供出され、多度津工場で全車が1m軌間に改造のうえ、中国の正太線に送られた。

### 北海道鉄道
北海道鉱業鉄道（後の2代目北海道鉄道）により、1921年に1両（製造番号54834）が導入され、同社の1となったものである。富士身延鉄道、青梅鉄道、常総鉄道に導入されたものは、側水槽上縁に丸みを付けていたのに対し、本機と小湊鉄道のものは角型であった。1943年（昭和18年）、戦時買収により国有化され、3025形 (3025) と改称された。
国有化後は小樽築港で入換用として使用されたが、1949年（昭和24年）に廃車となった。

### 小湊鉄道

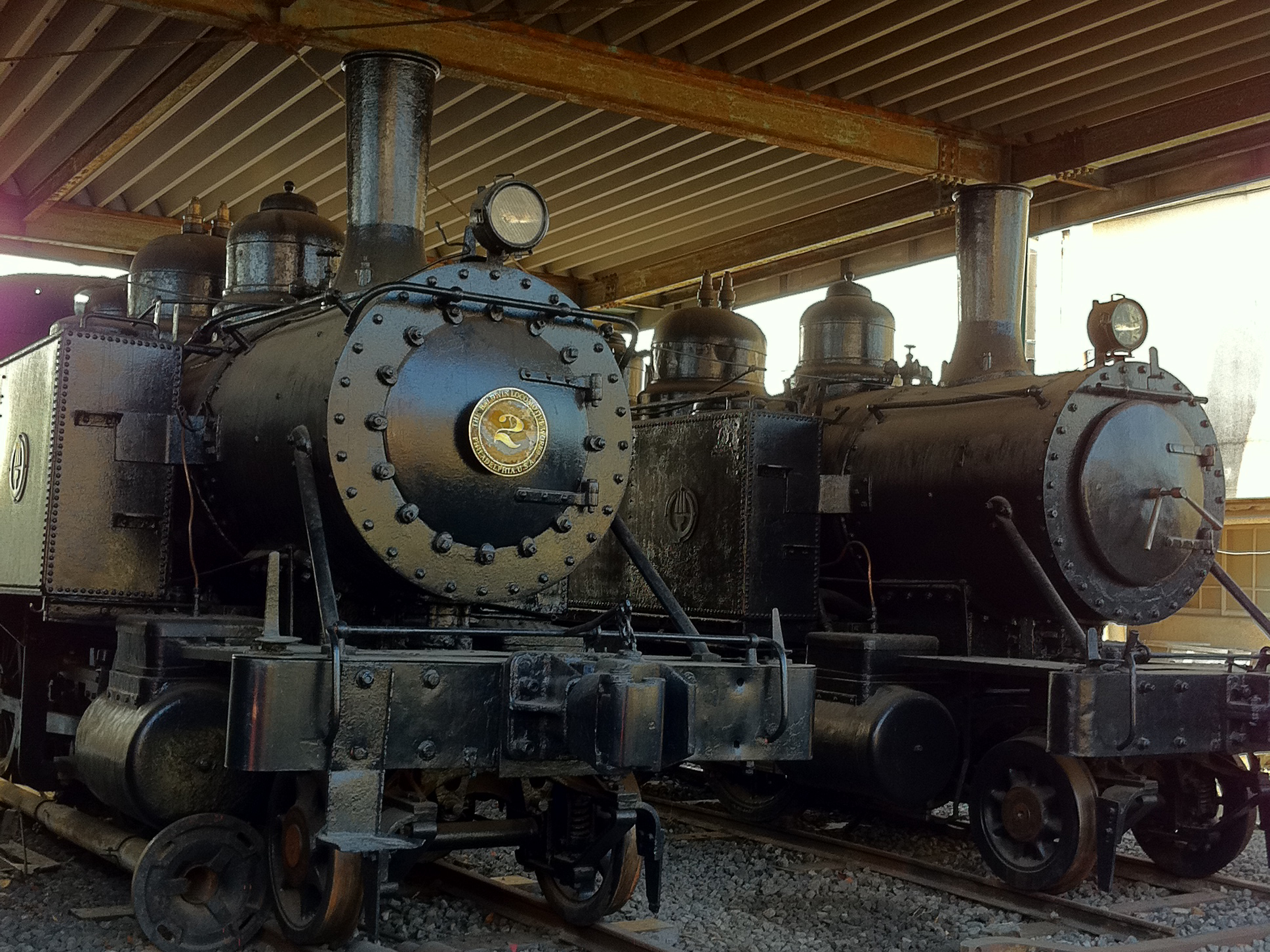
小湊鉄道で保存されている1, 2。左が2、右が1（2011年2月23日）

小湊鉄道へは、1924年（大正13年）に2両（製造番号57776, 57777 - 1, 2）が、建設・開業用として納入された。形態的には、北海道鉱業鉄道に納入されたものと同様であるが、北海道以外の鉄道としては、自動連結器を国有鉄道の一斉交換に1年ほど先立って装備していたのが特筆される。ただし、国有鉄道が制式採用したものではなく、マルコ式と呼ばれるものであった。
両機は、新京成電鉄松戸延伸の際には貸し出され、東武野田線鎌ヶ谷駅から仮設線を使っての資材搬入用として使用された。1959年（昭和34年）に貨車の気動車牽引化によって用途を失い、1962年（昭和37年）に正式に廃車となったが、その後も五井機関区に保管され続け、今日に至るも現存している。なお、両機は1980年（昭和55年）2月22日付けで、B104とともに千葉県の有形文化財に指定されている。
また小湊鉄道には、後述する旧河東鉄道の川崎造船所製の同形機が1927年から1937年の間、在籍している。

### 河東鉄道
現在の長野電鉄の前身である河東鉄道が導入したのは、1923年川崎造船所兵庫工場製の2両（製造番号966, 967）である。これらは11, 12と付番されたが、1927年の電化によって不要となり、12が南武鉄道に譲渡後、1944年の戦時買収によって国有鉄道籍となった。同機は仮番号の133としてしばらく使用され、その後正式に3015形 (3015) と改称された。この機関車は川崎造船所製の芸備鉄道F形と全く同形であり、本来2920形として処理されるべきものであった。
3015は国有化後の1949年に常総筑波鉄道に譲渡され、筑波線で使用された。常総筑波鉄道では、当初は2代目5、後年2代目9に改められ、1953年に廃車された。
一方の11は、1927年に小湊鉄道に譲渡され、同社でもこの番号のまま使用された。この機関車は1937年に廃車のうえ、北海道の日曹炭鉱天塩砿業所専用鉄道に譲渡（1939年11月入線）され、1953年6月まで使用された。